# Kristoffer Rygg
Kristoffer Rygg noto anche con gli pseudonimi Garm, Trickster G., Fiery G. Maelstrom e God Head (Oslo, 9 settembre 1976) è un cantautore, musicista e produttore discografico norvegese conosciuto particolarmente nel panorama metal per il suo variegato stile vocale e musicale in generi quali black metal, avant-garde metal, e nella musica elettronica.
Nato ad Oslo, Rygg aveva 16 anni quando fondò gli Ulver, una delle più sperimentali band del black metal, tra i precursori di generi quali folk metal e avant-garde metal.
Inoltre, Rygg è stato anche cantante dei Borknagar (1995-1997) e degli Arcturus (1993-2003), che comprendono importanti musicisti dall'originaria scena black metal norvegese. In più è stato egli stesso a indicare ICS Vortex come cantante che lo avrebbe sostituito dopo il suo abbandono dei Borknagar.
Rygg utilizza vari timbri e stili vocali, che vanno dal falsetto, alla voce baritonale, allo screaming tipico del black metal.
Egli amministra la Jester Records, una label poco nota che include gli Ulver. Inoltre ha partecipato come ospite in altre band quali Gehenna, Hagalaz Runedance, Aphrodisiac, Fleurety, Kåre João, The Gathering, Emperor, Merzbow, Solefald e Sunn O))) tra gli altri.
Nel 2005 ha collaborato con il musicista/produttore Daniel Cardoso (ex-SiriuS e Re:aktor) negli Head Control System, pubblicando il 4 aprile 2006 Murder Nature con la label The End Records.
Ha collaborato con gli Æthenor, che coinvolgono noti musicisti quali Daniel O'Sullivan (Guapo), Stephen O'Malley (Sunn O)))) e David Tibet (Current 93). Ad aprile 2008 ha partecipato a cinque concerti con gli Æthenor in Europa. È stata la sua prima comparsa sul palco dopo moltissimo tempo.

## Discografia

### Æthenor
1. Betimes Black Cloudmasses (2008)

### Arcturus
1. Constellation (1994)
2. Aspera Hiems Symfonia (1995)
3. La Masquerade Infernale (1997)
4. Disguised Masters (1999)
5. Aspera Hiems Symfonia/Constellation/My Angel (2002)
6. The Sham Mirrors (2002)

### Borknagar
1. Borknagar (1996)
2. The Olden Domain (1997)

### Head Control System
1. Murder Nature (2006)

### Ulver
1. Vargnatt (1993)
2. Ulverytternes Kamp (1994) Split con i Mysticum
3. Bergtatt - Et Eeventyr i 5 Capitler (1995)
4. Kveldssanger (1996)
5. Nattens Madrigal - Aatte Hymne Til Ulven I Manden (1997)
6. Themes from William Blake's The Marriage of Heaven and Hell (1998)
7. Metamorphosis (1999)
8. Perdition City (2000)
9. Silence Teaches You How to Sing (2001)
10. Silencing the Singing (2001)
11. Lyckantropen Themes (2002)
12. A Quick Fix of Melancholy (2003)
13. Teachings in Silence (2003)
14. Svidd neger (2003)
15. 1993-2003: 1st Decade in the Machines (2003)
16. Blood Inside (2005)
17. Shadows of the Sun (2007)
18. Wars of the Roses (2011)
19. Childhood's End (2012)
20. Messe I.X-VI.X (2013) (con la Tromsø Chamber Orchestra)
21. Terrestrials (2014) (con i Sunn O))))
22. ATGCLVLSSCAP (2016)
23. Riverhead (2016)
24. The Assassination of Julius Caesar (2017)
25. Flowers of Evil (2020)